# تالانا
تالانا، (بالإنجليزية: Talana)‏، هي بلدة، وبلدية، في مقاطعة نوورو، سردينيا، إيطاليا. تقع المدينة فوق الوادي، على ارتفاع 700 متر تقريبًا (2300 قدم). وقد احتلت المنطقة منذ العصر البرونزي، مع العديد من نوراك. حيث كانت جزءا من العصور الوسطى في جوديكاتو. يوجد فندق، والعديد من أماكن المبيت، والإفطار في المدينة.

## السكان
في سنة 1861 بلغ عدد السكان 448 نسمة، وتطور العدد ليصل في سنة 2011 لـ 1٬069 نسمة.
يظهر هذا المخطط البياني تطور النمو السكاني لـ تالانا